# 饶罗扬
饶罗扬，是匈牙利索博尔奇-索特马尔-贝拉格州所辖的一个村。总面积6.39平方公里，总人口393，人口密度61.5人/平方公里（2011年1月1日）。